# Palma Aquarium
Palma Aquarium és un aquari inaugurat l'any 2007 a Palma (Mallorca) i propietat de l'empresa Coral World International, líder mundial en la recreació de parcs marins. Ubicat a 500 metres de la Platja de Palma, les seves instal·lacions compten amb 55 tancs, en els quals habiten més de 8.000 exemplars de 700 espècies diferents del mar Mediterrani i dels oceans Índic, Atlàntic i Pacífic. Palma Aquarium destaca a més per tenir el Gran Blau, el tanc de taurons més profund d'Europa, amb 8,50 metres de profunditat, i la major col·lecció de coralls vius d'Europa. Ha rebut el “Premi a la Millor Iniciativa Empresarial de Balears”, atorgat per la revista Actualidad Económica, i el “Premi Accesibilitat 2007”, concedit pel Consell de Mallorca.

## Història
Coral World International va ser fundada a mitjans dels anys 70 per l'empresari Morris Kahn, i avui dia està presidida pel seu fill, Benjamin Kahn. El grup està format per 4 aquaris a tot el món: The Underwater Observatory d'Eilat (Israel), Maui Ocean Center de Hawaii (Estats Units), AQWA a Perth (Austràlia) i el Palma Aquarium.
La companyia va néixer amb la vocació de crear autèntics observatoris marins a partir de la fidel reproducció dels ecosistemes i hàbitats que mostren la riquesa de la fauna i flora dels mars i oceans. Gràcies a aquesta tasca ecològica, la revista Time va concedir el reconeixement d'”Home de l'any del medi ambient 2008” a Benjamin Kahn.
La filosofia de Coral World International i, per extensió, de Palma Aquarium és “conèixer per valorar i valorar per respectar i protegir”. Per això, totes les accions realitzades per l'aquari mallorquí cerquen aconseguir un objectiu: fomentar la comprensió i admiració per la bellesa del món marí. L'aquari organitza activitats relacionades amb el medi ambient i participa en campanyes de protecció i conscienciació.
Palma Aquarium rep cada any més de 400.000 visitants, amb una mitja diària de més de 1.000 persones de totes les edats. El 50% dels visitants són locals i nacionals, mentre que la resta prové, principalment, de països europeus.

## La visita

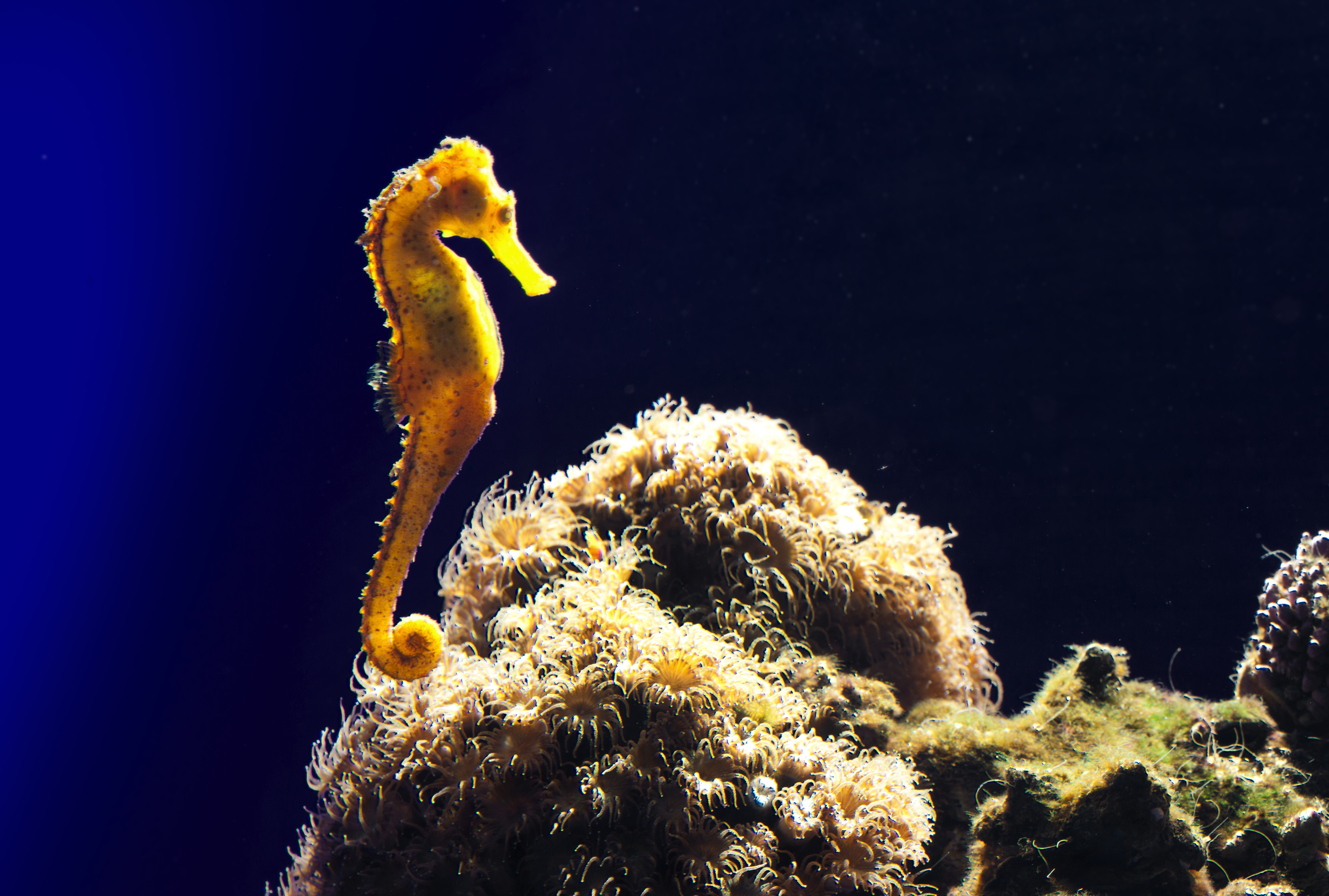
Palma Aquarium-Mar Mediterrani

El recorregut de l'aquari es planteja com un viatge a través dels fons marins de tot el món.

### Mar Mediterrani

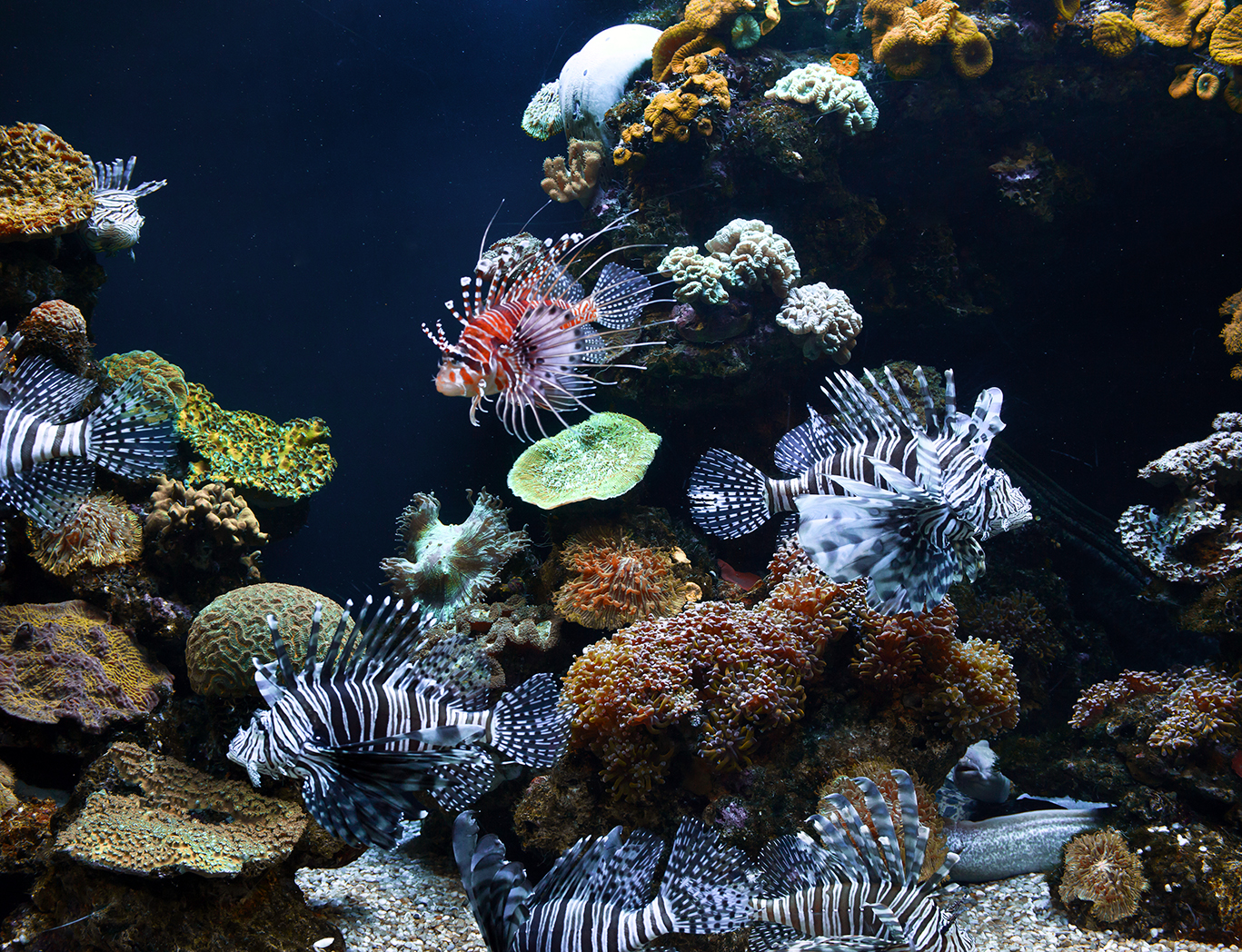
Palma Aquarium-Mars tropicals

El primer trajecte de la visita mostra la riquesa de la fauna i flora mediterrànies. A través de 24 tancs es pot observar la varietat d'espècies que habiten en aquesta mar: estrelles de mar, llangostes i cigarrons, peixos escorpins, tords, mers, gambes i camarons, crancs, morenes, ratjades, cavallets de mar, pops, congres, vegetació marina i corals.
A l'aquari Toca-Toca, el visitant pot tenir contacte directe amb els animals i comprovar el tacte d'exemplars com l'estrella de mar.

### Mars tropicals
Les espècies que habiten els 25 aquaris d'aquesta etapa del trajecte són originàries dels oceans Índic, Atlàntic i Pacífic, coneguts per la seva riquesa en barreres de coral. Aquí habiten exòtics peixos com el peix lleó, el peix pallasso, la vídua negra i el peix cirurgià, taurons puntes negres i cridaners coralls.
Palma Aquarium té la major exhibició de coralls vius d'Europa, integrada per coralls com la gorgònia, el xampinyó, els llavis de pallasso o el panell d'abella; anemones com la catifa, la caribenya o el tentacle de bulb; i una gran varietat d'esponges tropicals. És un dels pocs aquaris d'Europa on tots els coralls que decoren els seus tancs són de veritat, i dels únics que compten amb un programa de reproducció d'aquests animals, que ha tingut com a resultat el naixement de nous membres.

### Jardins Mediterranis

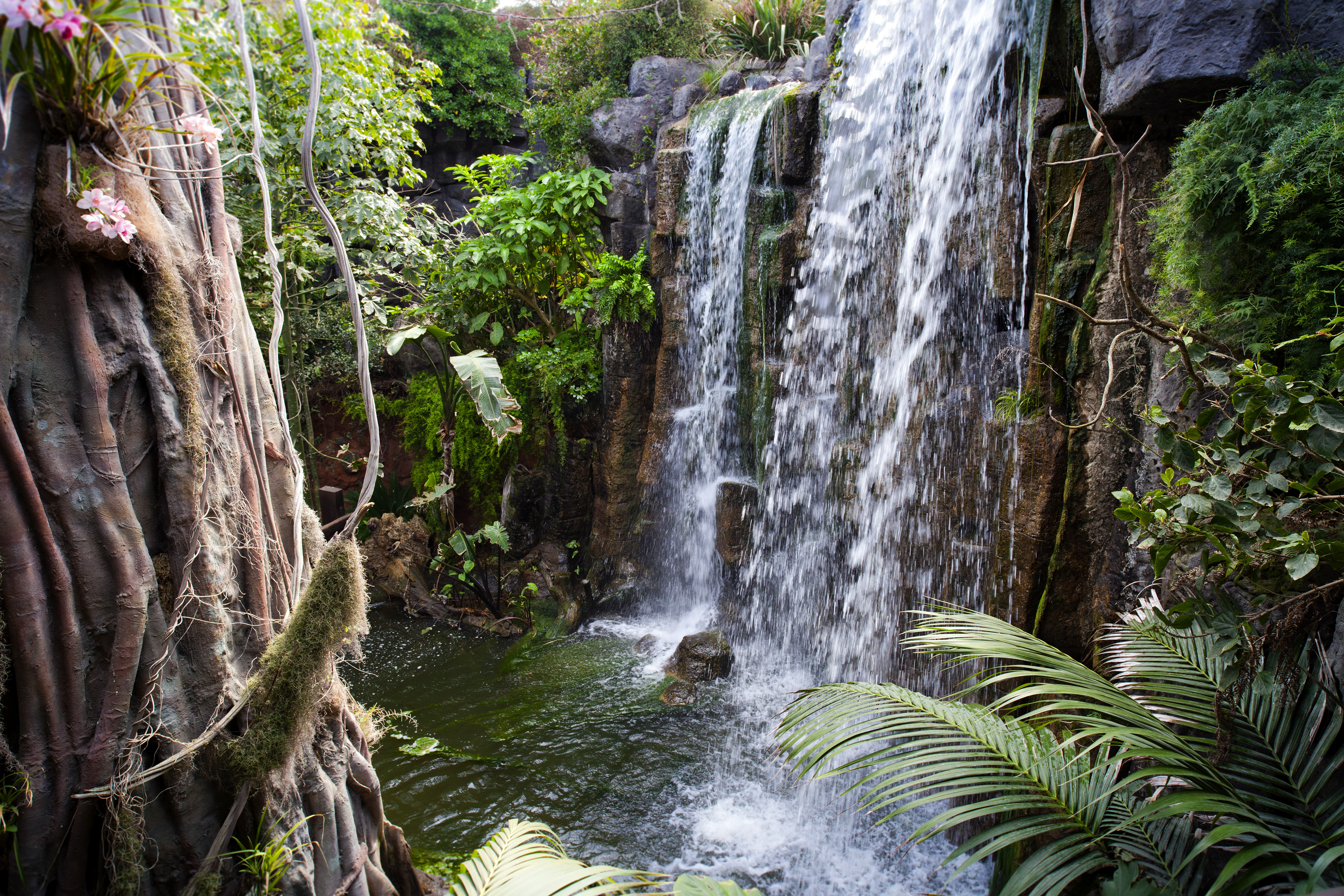
Palma Aquarium-La jungla

Una zona enjardinada combina vegetació mediterrània amb tancs de tortugues, carpes, dorades i rajades. En aquesta àrea també hi ha una cafeteria i una zona infantil amb un vaixell pirata. A l'estiu, el parc realitza animacions infantils cada dia que inclouen pintacares, guerres d'aigua i espectacles.

### Jungla
La Jungla és la recreació d'un jardí tropical. És el jardí de terrat més gran d'Espanya i un dels majors d'Europa. La humitat que genera una gran cascada, amb l'ajuda de vaporitzadors, simula un microclima perfecte per a les plantes amazòniques.

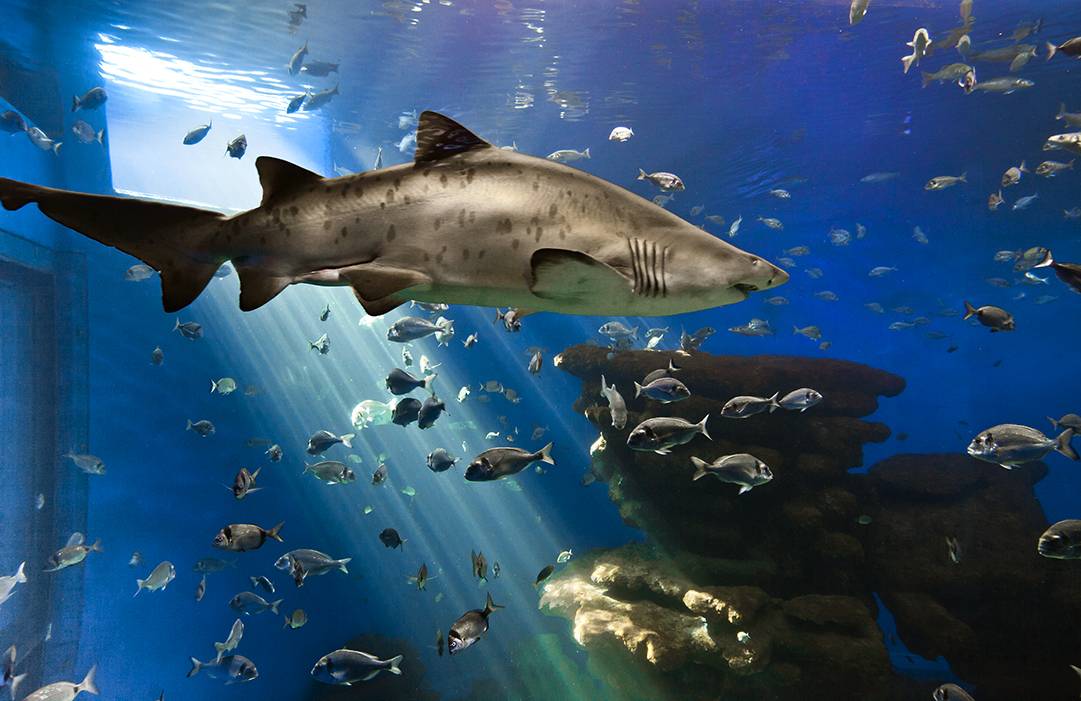
Tauró al Gran Blau

### Gran Blau
El Gran Blau és el tanc de taurons més profund d'Europa, amb 8,5 metres, 33 metres de llarg i 25 metres d'ample. Un gran tanc amb 3,5 milions de litres d'aigua salada.
Hi habiten 8 taurons tigre d'arena i brasiler i més de 1.000 peixos. El visitant descendeix a la zona de visió de l'aquari central a través d'un túnel transparent pel qual veu nedar a taurons i ratjades sobre el seu cap.

### Medusari
El medusari és un aquari cilíndric en el qual s'exhibeixen una cinquantena de meduses, gairebé totes de l'espècie estrella del Mediterrani: l'Aurelia aurita.

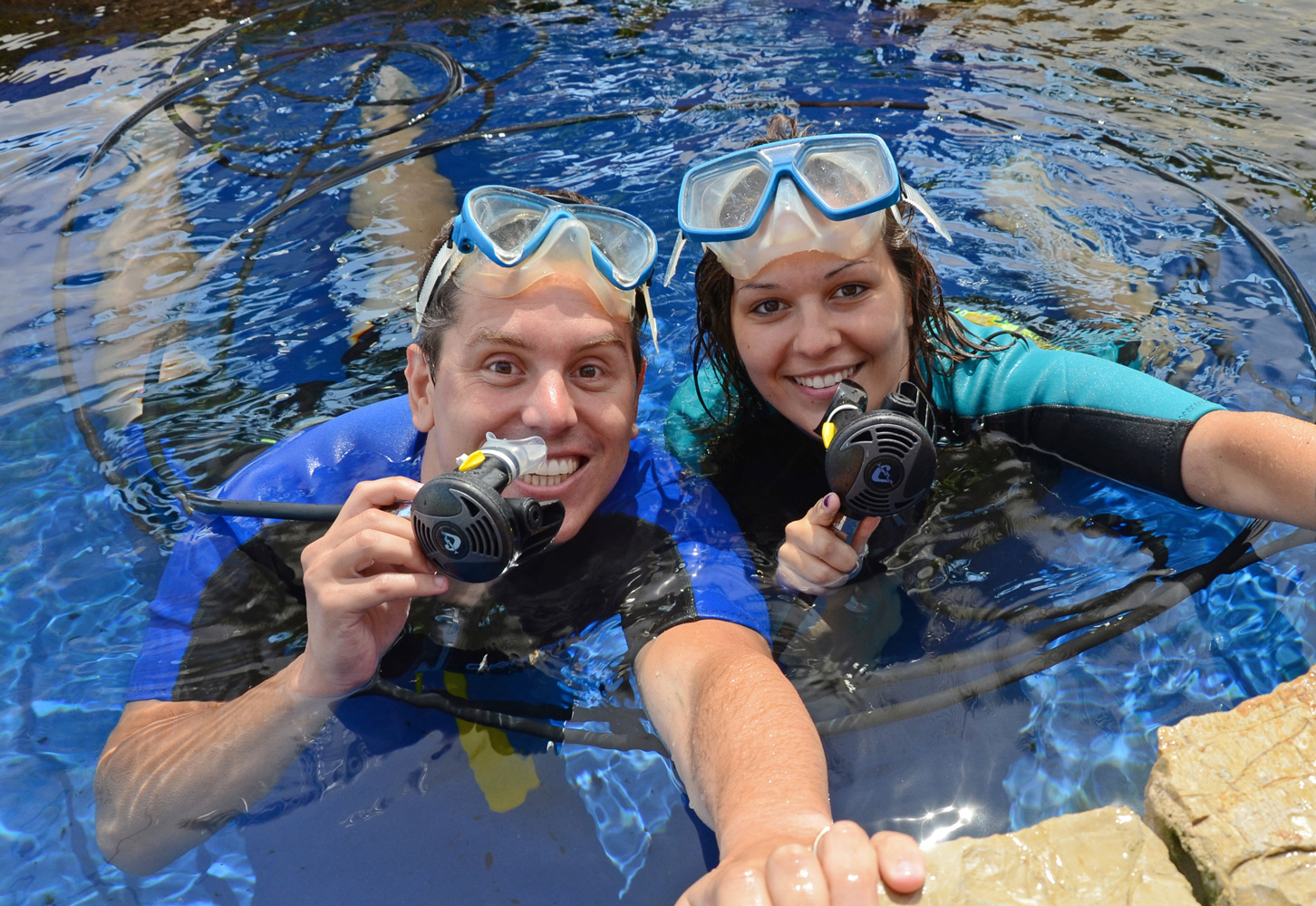
Sota l'aigua

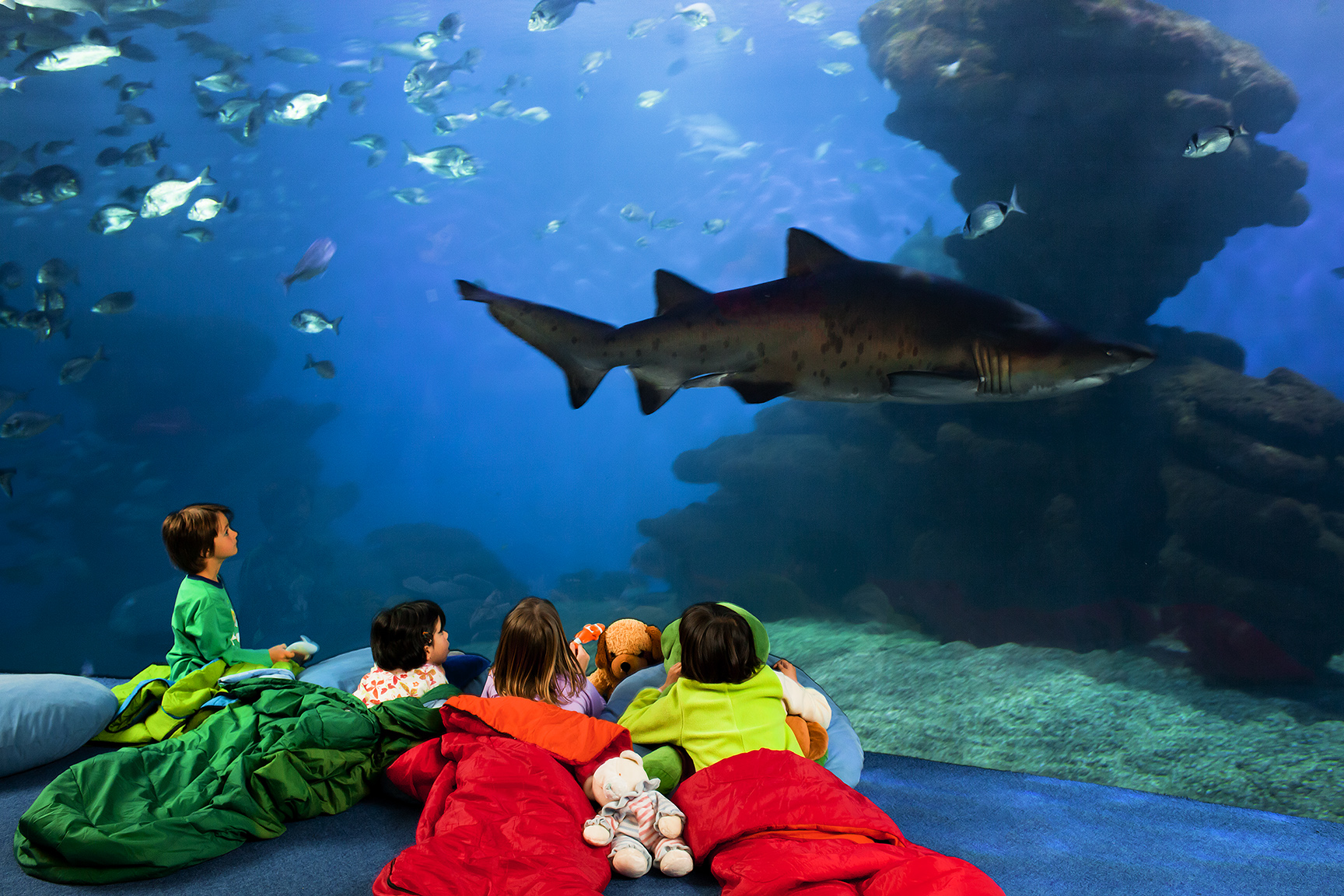
Cangur Tauró

## Activitats
Palma Aquarium, a més d'un aquari, és un centre d'oci que ofereix activitats per totes les edats.
- Busseig amb taurons. Destinat tant a adults com a nins que tinguin el títol de busseig, i sempre que els més petits tinguin autortizació paterna.
- Sota l'aigua. Tan sols disponible a l'estiu, els visitants de més de vuit anys poden submergir-se en el tanc de ratjades, situat en els Jardins Mediterranis, sense haver de tenir el títol de busseig.
- Cangur Tauró. Els nens entre 6 i 16 anys passen una nit d'acampada davant el Gran Blau, l'aquari de taurons.
- Aniversari. En el parc se celebren aniversaris infantils de temàtica pirata.

## Espècies marines
A Palma Aquarium hi ha més de 8.000 animals de 700 espècies del mar Mediterrani i dels oceans Índic, Atlàntic i Pacífic. Les més destacades són:
Mar Mediterrani:
- Asteroidea (Estrella de mar)
- Palinurus elephas (Llagosta)
- Scyllarides latus (Cigarró)
- Trachinus draco (Aranya blanca)
- Symphodus tinca (Tord)
- Epinephelus marginatus (Anfós)
- Caridea (Camaró)
- Muraenidae (Morena)
- Rajiformes (Rajada)
- Hippocampus (Cavallet de mar)
- Octopoda (Pop)
- Conger conger (Congri)
- Actiniaria (Anemone)
- Pennatulacea (Ploma de mar)
- Corallium rubrum (Corall vermell)
- Caulerpa (Caulerpa)
- Ascidiacea (Ascidi vermell)

Mars tropicals:
- Gorgonacea (Gorgònia)
- Fungia scutaria (Corall xampinyó)
- Agaricia undata (Corall pla)
- Porites colonensis (Corall panell d'abella)
- Pseudanthias squamipinnis (Anthias tropical)
- Labridae (Làbrid)
- Amphiprioninae (Peix pallasso)
- Pterois antennata (Peix lleó)
- Acanthurus leucosternon (Peix cirurgià)
- Ensis (Navalla)
- Syngnathinae (Peix pipa)
- Synchiropus splendidus (Peix mandarí)
- Ostraciidae (Peix cofre)
- Gobio (Gobi)
- Porifera (Esponja de mar)

Jardins Mediterranis:
- Eretmochelys imbricata (Tortuga marina)
- Cyprinus carpio (Carpa japonesa)

Gran Blau:
- Rhinobatidae (Rajada guitarra)
- Carcharias taurus (Tauró tigre d'arena)
- Carcharhinus plumbeus (Tauró brasiler)
- Dicentrarchus labrax (Lubina)
- Sparus aurata (Dorada)
- Seriola dumerilii (Serviola)
- Mugil (Llisa)
- Myliobatidae (Rajada àguila)
- Dasyatis pastinaca (Pastinaca)
- Pagellus bogaraveo (Besuc)
- Dentex dentex (Dentó)
- Diplodus vulgaris (Variada)
- Coris julis (Donzella)
- Centracanthidae (Xucla)
- Chromis chromis (Tuta)

Medusari:
- Aurelia aurita (Medusa comú)

## Investigació i conservació

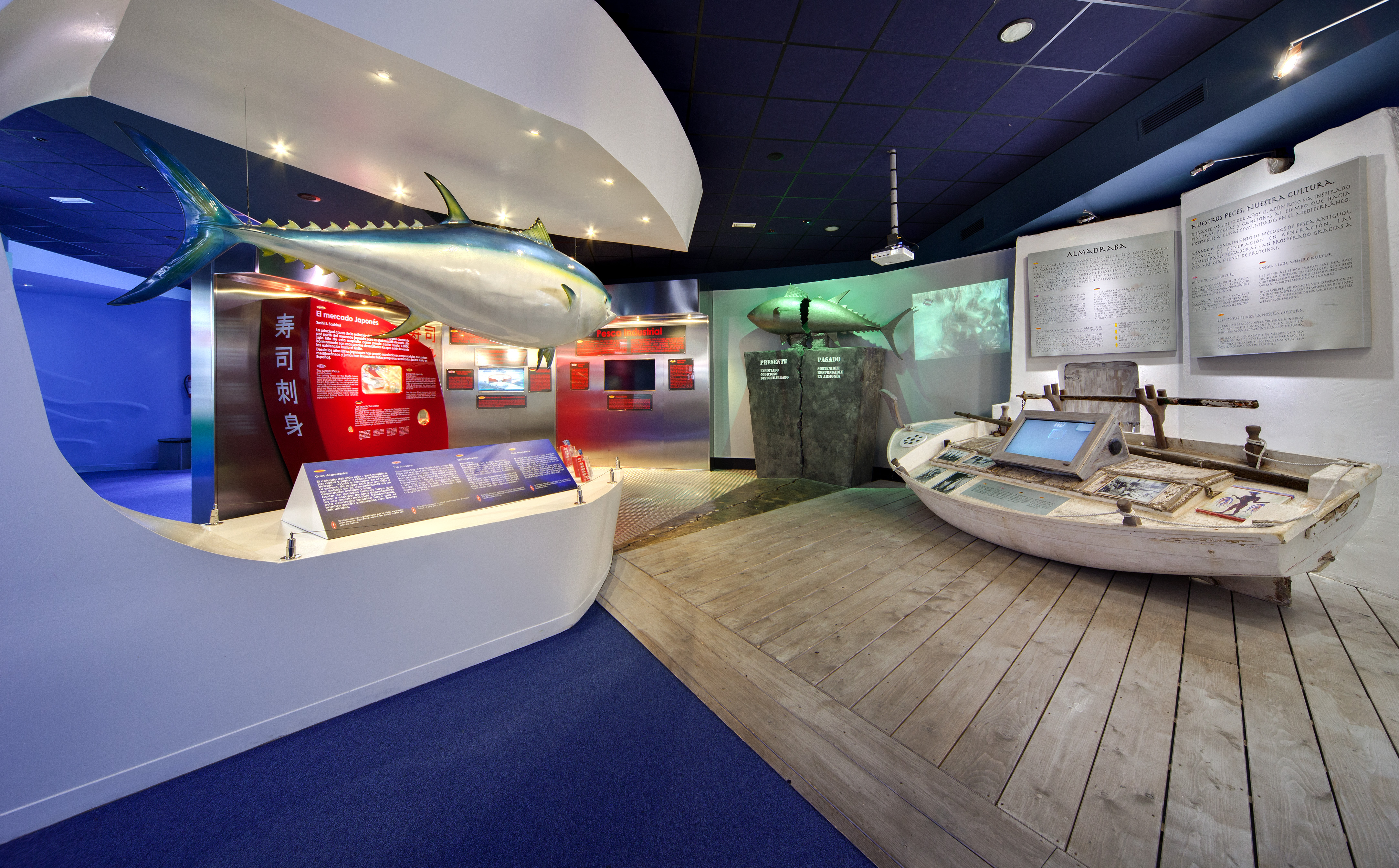
Palma Aquarium-Salvem la tonyina vermella

La vocació de conservació que va marcar el naixement de Palma Aquarium ha derivat en múltiples programes d'investigació i conservació. L'aquari mallorquí desenvolupa programes de reproducció i rehabilitació d'esculls de coral en mitjans artificials controlats (MAC).
A més, du a terme una campanya de conservació de la tonyina vermella del Mediterrani, espècie en perill d'extinció degut a la sobrepesca, sobre la qual també alberga una exposició.
L'aquari també col·labora en un projecte de conservació del Limonium barceloi, espècie endèmica del sud de Balears.
Amb la intenció de protegir el medi ambient, l'equip de professionals de Palma Aquarium participa de forma puntual en tasques de rescat i rehabilitació d'animals marins. L'objectiu de la investigación s'articula amb l'establiment de convenis de col·laboració amb universitats i centres d'investigació per dur a terme, a les instal·lacions del centre, programes de recuperació amb poblacions en fase de regressió o en perill d'extinció.

## Instal·lacions
- Recorregut interior: 		900 m.
- Àrea exterior: 		 41.825 m2
- Duració visita:		 3 a 4 hores
- N° de tancs:		 		55
- Volum:			 	5 mill. L. d'aigua de mar
- Exemplars:		 	8.000 exemplars marins
- Espècies:		 	700
- Període obertura:	 	Obert 365 dies l'any
- Galeria comercial: 	 		aprox. 400 m2
- Aparcament públic: 			4.972 m2
- Sala d'actes:				329 m2 – Capacitat: 350 persones dretes

## Galeria

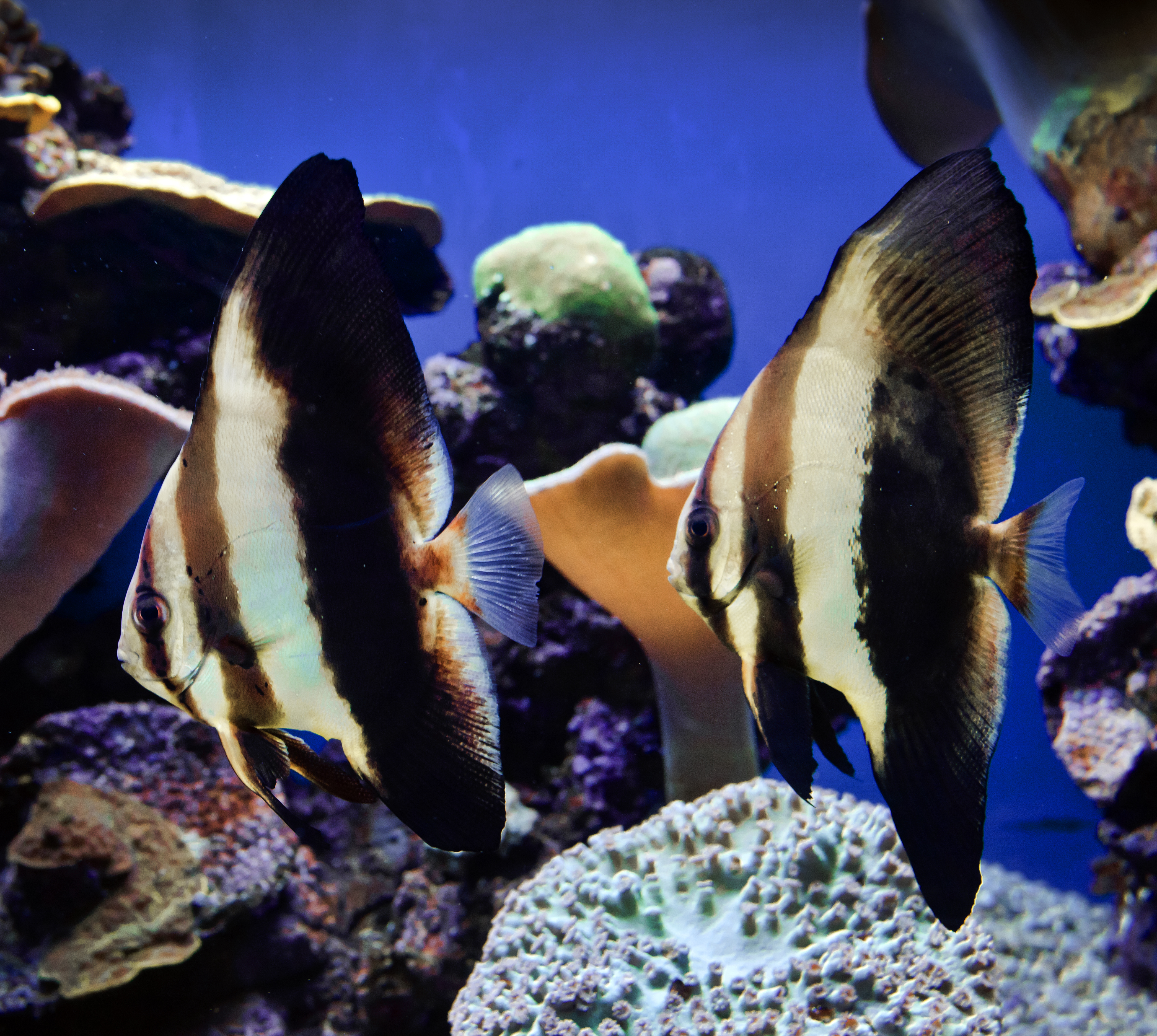
Palma Aquarium-Peix rat-penat
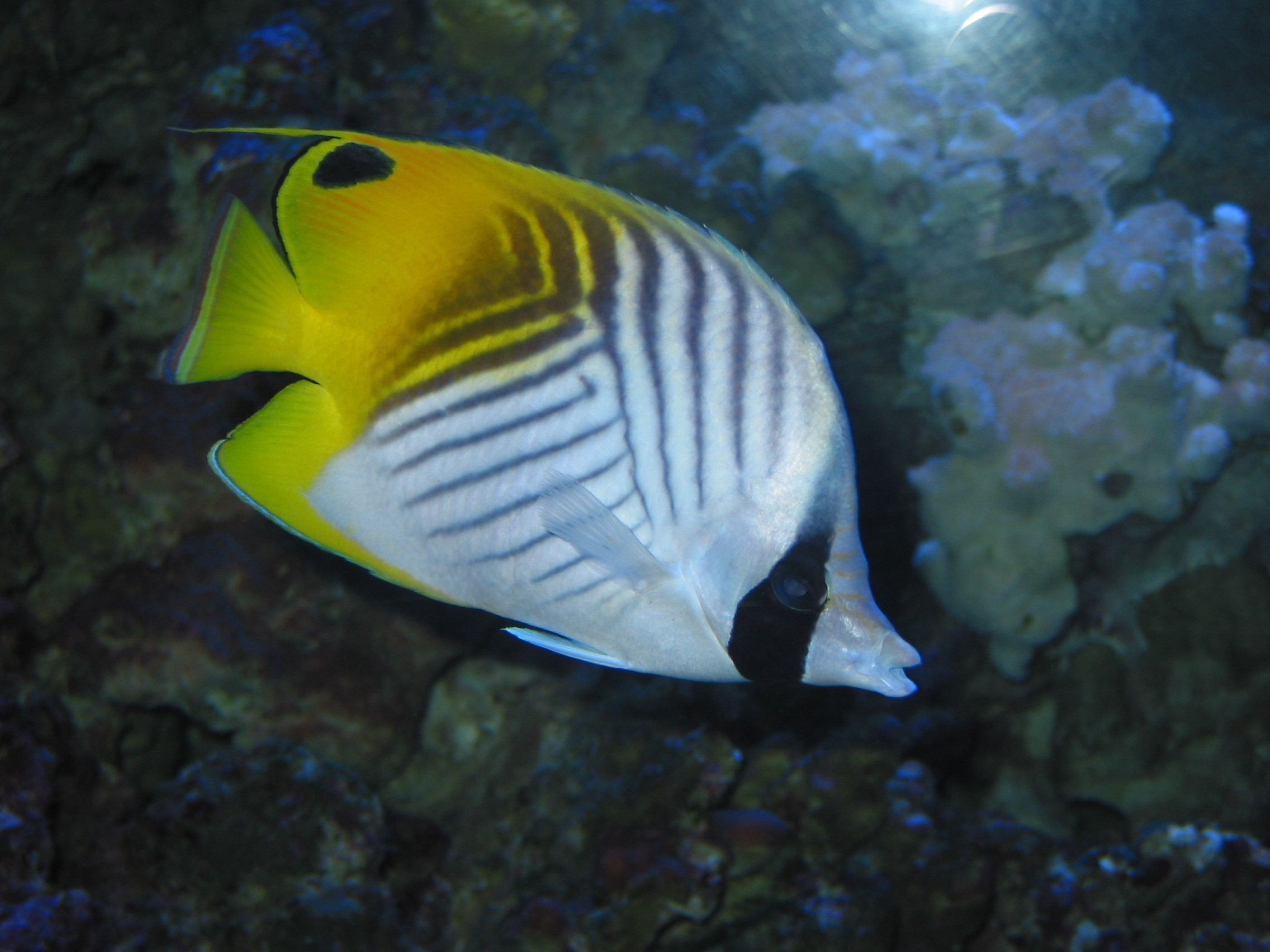
Palma Aquarium-Peix papallona
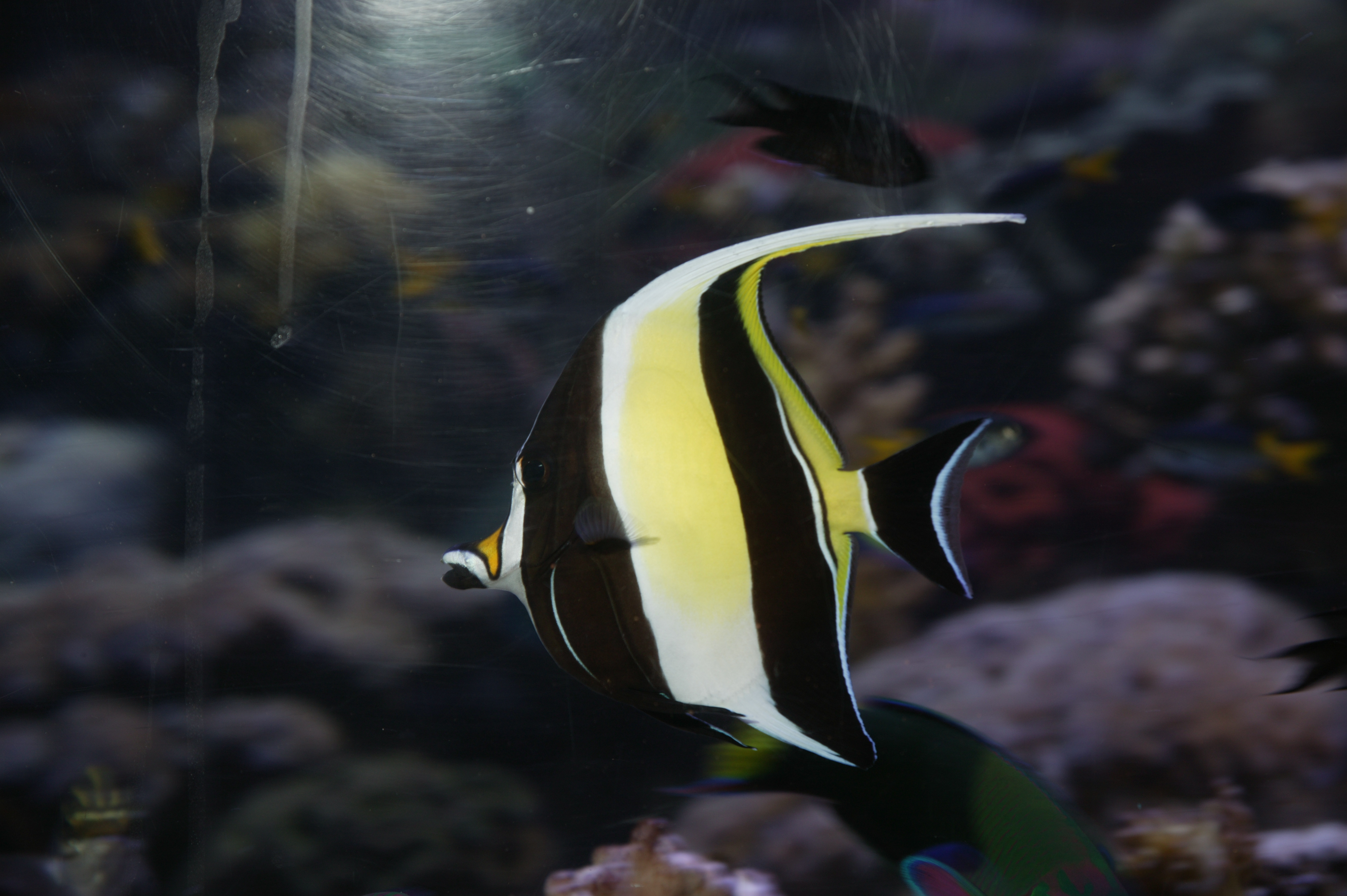
Palma Aquarium-Peix ídol moro
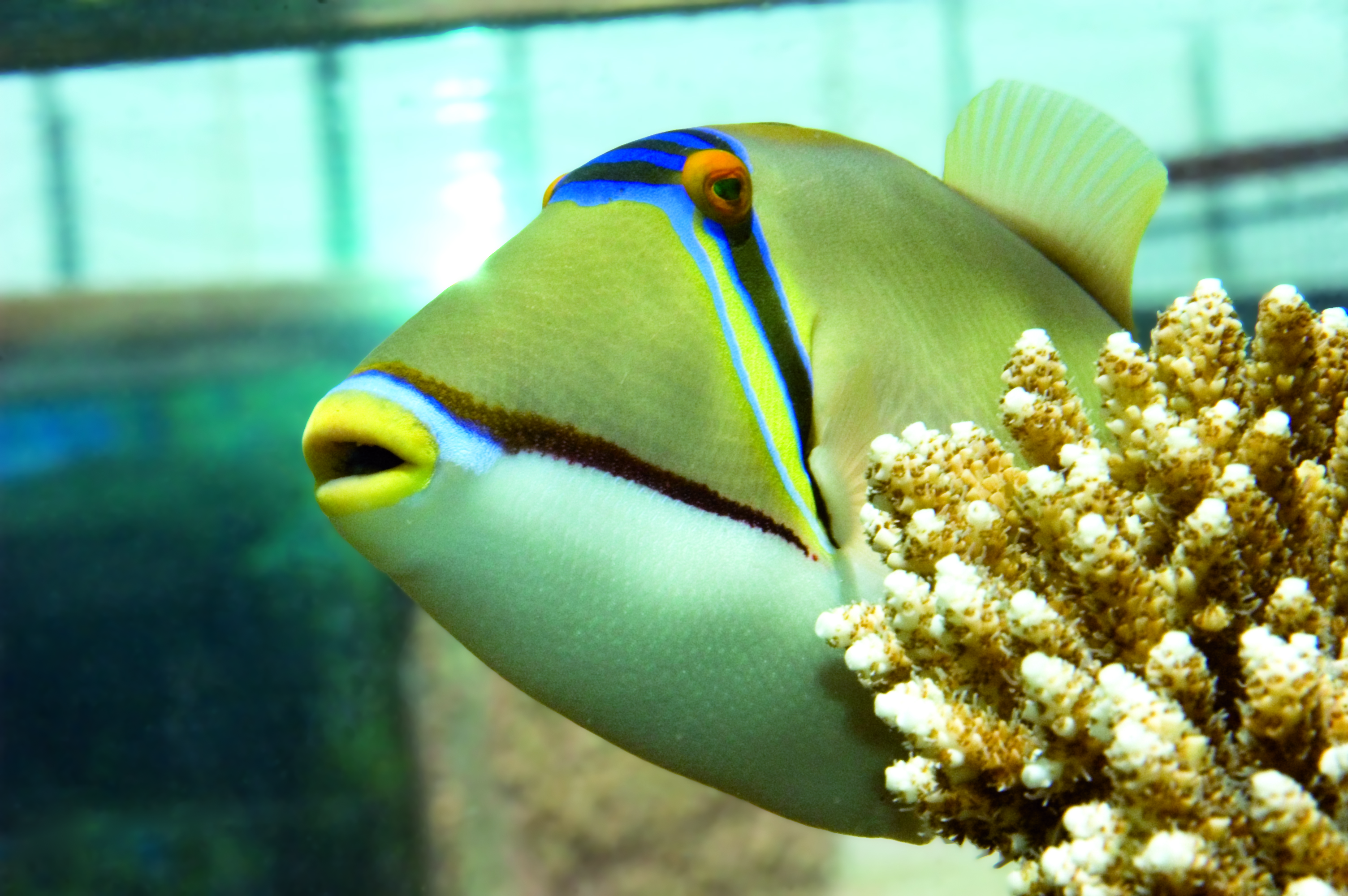
Palma Aquarium- Peix picasso
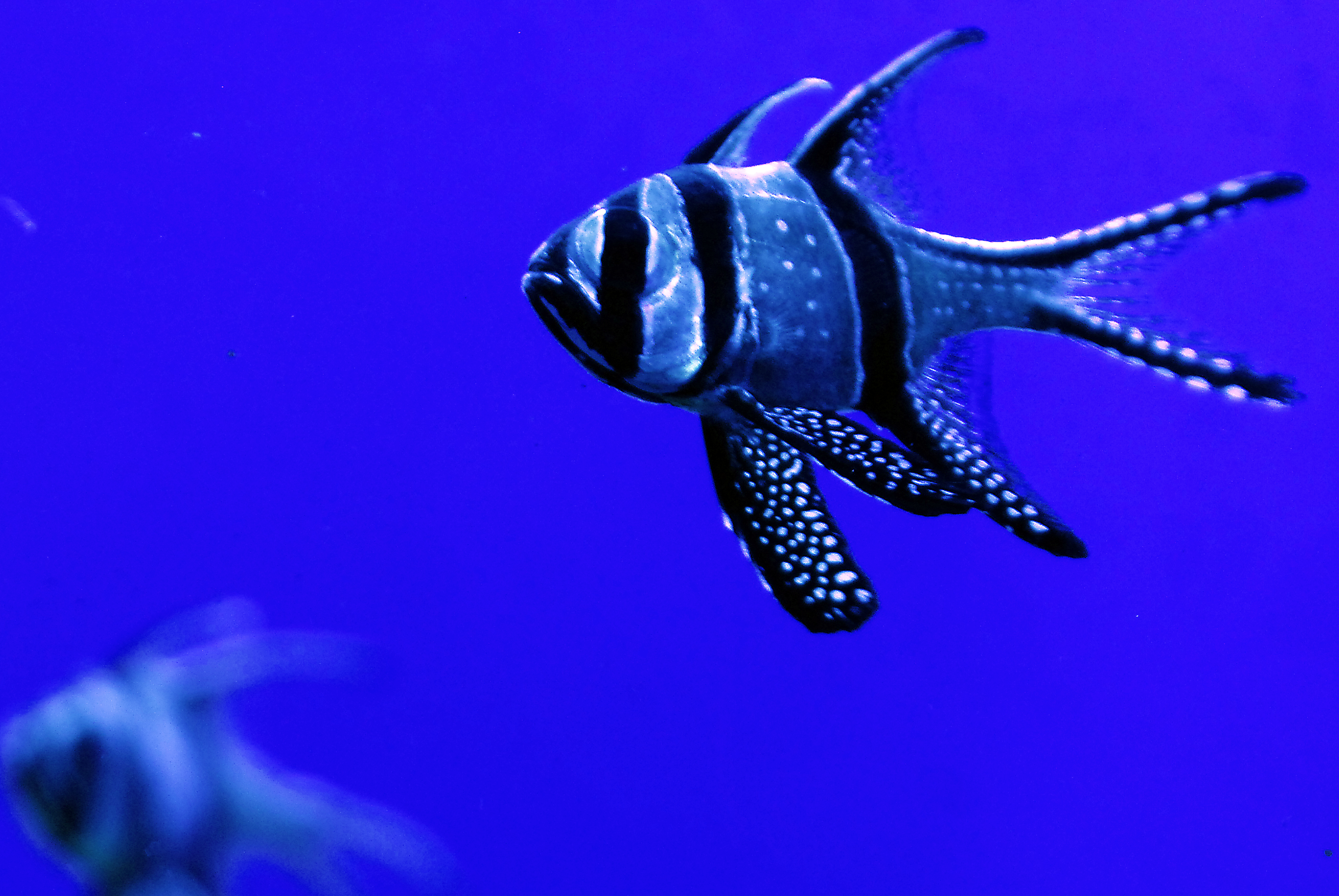
Palma Aquarium - Peix cardenal pijama
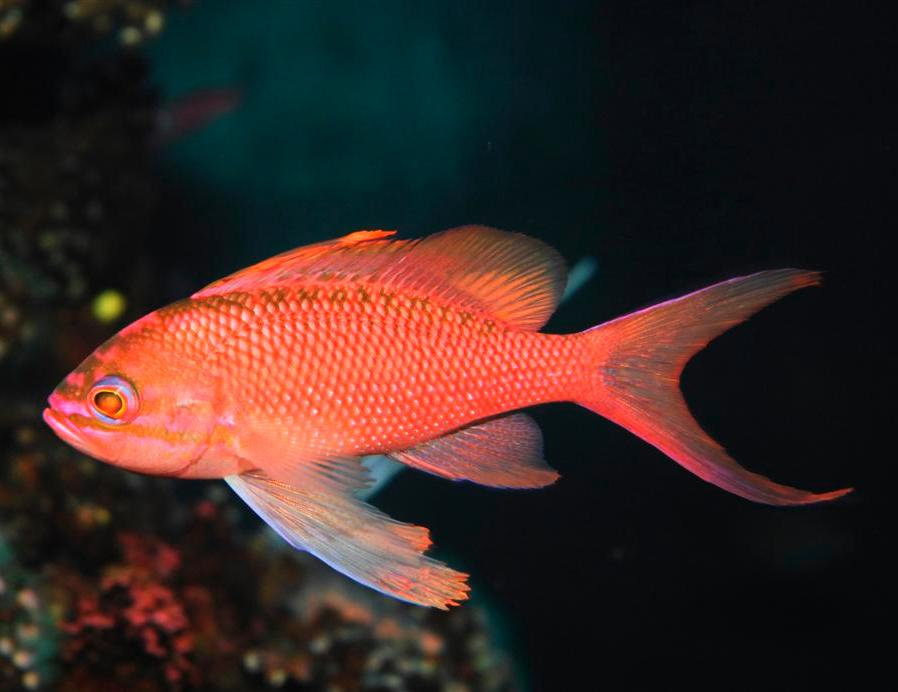
Palma Aquarium - Peix anthias